# Goephanes parteauricollis
Goephanes parteauricollis är en skalbaggsart som beskrevs av Stefan von Breuning 1965. Goephanes parteauricollis ingår i släktet Goephanes och familjen långhorningar.
Artens utbredningsområde är Madagaskar. Inga underarter finns listade i Catalogue of Life.